# Campionato italiano maschile di pallanuoto 1922
Il campionato italiano 1922 è stata la 7ª edizione della massima serie, ed allora unica, del campionato italiano maschile di pallanuoto. Le squadre partecipanti affrontarono inizialmente una fase a gironi, per poi disputare la finale a Genova.

## Finale
|              | Risultato |           |
| ------------ | --------- | --------- |
| Andrea Doria | 2-0       | Partenope |

## Verdetti
- Andrea Doria Campione d'Italia 1922